# Арутюнян, Айк Артёмович
Айк Артёмович Арутюня́н (арм. Հայկ Հարությունյան; 20 октября 1955, Ереван — 23 сентября 2019) — армянский военный деятель, генерал-полковник полиции.

## Биография
- 1974—1976 — служил в советской армии.
- 1976—1981 — высшая школа МВД СССР по специальности «юриспруденция».
- 1981—1991 — занимал различные должности в оперативно-режимном отделе МВД. Был следователем, оперуполномоченным, затем начальником отдела.
- 1991—1992 — заместитель начальника следственного отделения № 1 по оперативной линии, затем начальник трудовой исправительной колонии № 18/2.
- 1992—1994 — заместитель министра внутренних дел Армении.
- 1994—1996 — первый заместитель министра внутренних дел Армении.
- 1996—1999 — первый заместитель министра внутренних дел и национальной безопасности Армении.
- 1999—2003 — министр внутренних дел Армении.
- 2003—2008 — начальник полиции Армении. Уволен 29 мая 2008 года[6]
- 2008—2010 — начальник СГО Армении.
- 1998 — указом президента Армении награждён орденом Боевого креста 2-й степени.
- 2001 — указом президента непризнанной НКР награждён орденом Боевого креста 1-й степени.
- 2004 — указом президента Армении награждён медалью «За боевые заслуги».
- 1994—2008 — президент федерации бокса Армении.
- С 2003 — академик МАНПО.
- С 2010 — начальник службы исполнения наказаний Министерства юстиции Армении.
- 3 сентября 2014 — освобожден от должности начальника службы исполнения наказаний Министерства юстиции Армении по собственному заявлению.